# Palaeorhiza paradisea
Palaeorhiza paradisea is een vliesvleugelig insect uit de familie Colletidae. De wetenschappelijke naam van de soort is voor het eerst geldig gepubliceerd in 1978 door Hirashima.